# Daowai
Daowai (道外區 / 道外区,  Dàowài Qū) ist ein Stadtbezirk der Unterprovinzstadt Harbin in der chinesischen Provinz Heilongjiang. Der Stadtbezirk hat eine Fläche von 625,4 km² und zählt 811.178 Einwohner (Stand: Zensus 2020). Sein Regierungssitz ist in der Straße Bei Shisidao Jie Nr. 55 (北十四道街55号).

## Administrative Gliederung
Auf Gemeindeebene setzt sich der Stadtbezirk aus 23 Straßenvierteln, drei Großgemeinden und einer Gemeinde zusammen. Diese sind:
| Straßenviertel Binjiang (滨江街道); Straßenviertel Chongjian (崇俭街道); Straßenviertel Daxing (大兴街道); Straßenviertel Dayoufang (大有坊街道); Straßenviertel Donglai (东莱街道); Straßenviertel Dongyuan (东原街道); Straßenviertel Huagong (化工街道); Straßenviertel Huochetou (火车头街道); Straßenviertel Jingyu (靖宇街道); Straßenviertel Lihua (黎华街道); Straßenviertel Minqiang (民强街道); Straßenviertel Nanmalu (南马路街道); Straßenviertel Nanshi (南市街道); | Straßenviertel Nanzhilu (南直路街道); Straßenviertel Renli (仁里街道); Straßenviertel Sankeshu Dajie (三棵树大街街道); Straßenviertel Shengli (胜利街道); Straßenviertel Shuinilu (水泥路街道); Straßenviertel Taigu (太古街道); Straßenviertel Taiping Dajie (太平大街街道); Straßenviertel Xinle (新乐街道); Straßenviertel Xinyi (新一街道); Straßenviertel Zhenjiang (振江街道); Großgemeinde Juyuan (巨源镇); Großgemeinde Tuanjie (团结镇); Großgemeinde Yongyuan (永源镇); Gemeinde Minzhu (民主乡). |